# Komputerowa gra wieloosobowa

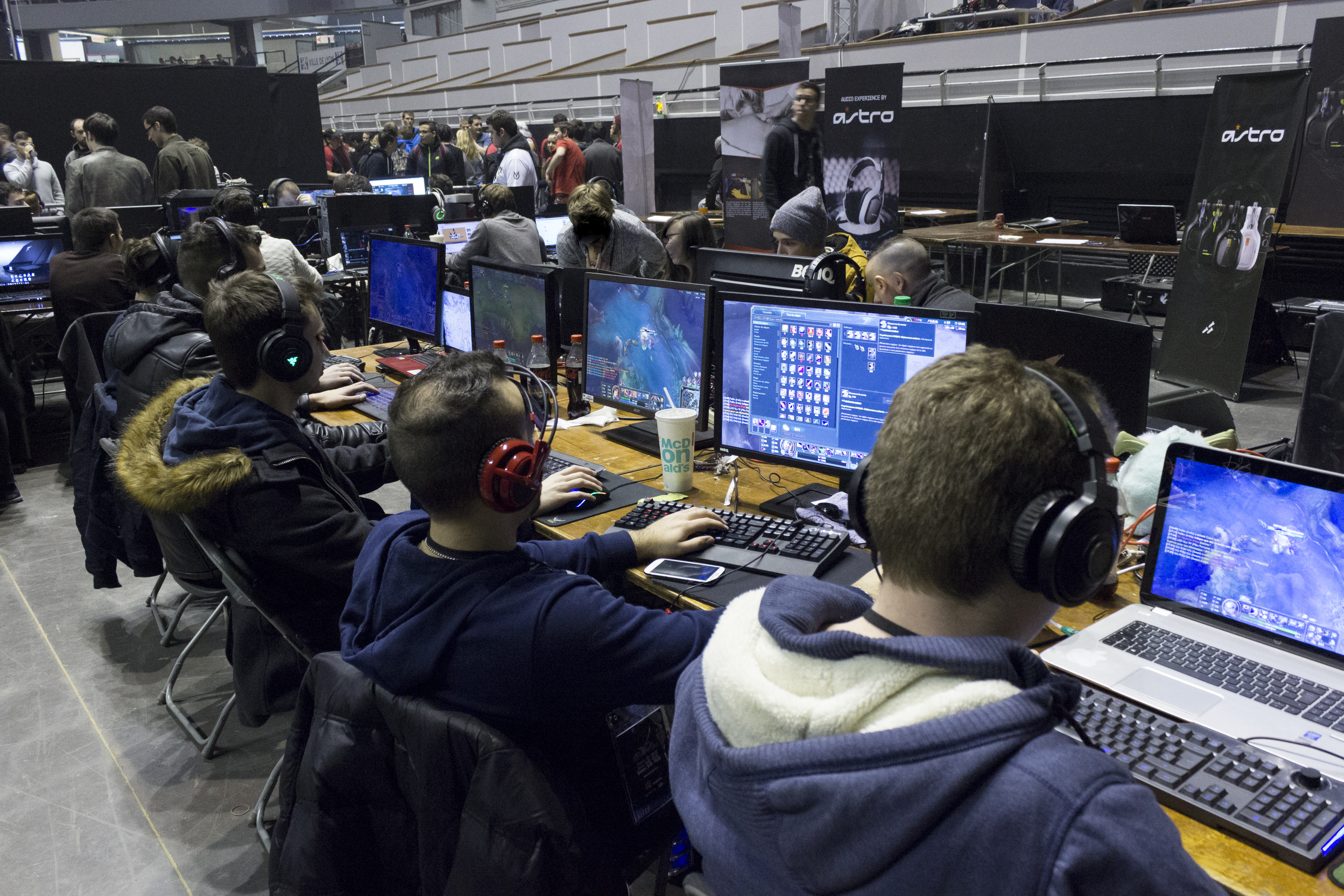
Wieloosobowa rozgrywka komputerowa

Komputerowa gra wieloosobowa (ang. multiplayer video game) – rodzaj bądź tryb gry pozwalający na jednoczesną rozgrywkę wielu graczy w tej samej grze komputerowej.
Zwykle gracze ze sobą rywalizują, choć istnieje mnogość odmian trybów (w zależności od profilu danej gry) pozwalających na grę niezależną (bezkolizyjne wyścigi na czas) czy współpracę. Istnieją również tryby łączone, np. rywalizacja połączona ze współpracą (gra drużynowa).

## Dzielenie ekranu
Gra może odbywać się na jednym urządzeniu, wówczas zwykle ekran dzielony jest na dwie lub więcej części. Wówczas każdy z graczy powinien mieć własny kontroler (joystick, joypad, mysz, klawiatura), choć w przypadku komputerów istnieje możliwość współdzielenia klawiatury. Słabsze modele komputerów nie nadają się jednak do tego typu rozgrywki, gdyż istnieje ograniczenie przyjmowanych w jednym momencie zgłoszeń naciśnięć klawiszy (zwykle do 3–4). Dzielenie ekranu wykorzystywane jest przede wszystkim w grach konsolowych.

## Hot seat
W strategicznych grach turowych wyodrębniła się inna opcja rozgrywki, tzw. tryb hot seat (dosł. gorące krzesło). Ponieważ gracze wykonują swoje posunięcia sekwencyjnie, możliwe jest korzystanie z jednego zestawu urządzeń wejścia-wyjścia (klawiatura, mysz, monitor) – gracze wykonują ruchy swojej kolejki jeden po drugim. Przykładem gier wykorzystujących ten tryb są serie Heroes of Might and Magic czy Worms.

## Rozgrywka sieciowa
Ostatnią możliwością jest gra prowadzona na wielu urządzeniach – na każdego uczestnika przypada jedno – podłączonych do sieci, np. lokalnej lub Internetu. Dzięki temu, że każdy gracz posiada własne urządzenie, kontroler i monitor, tryb ten idealnie nadaje się do gier, które obciażająco korzystają z możliwości graficznych urządzenia, takich jak gry trójwymiarowe, wymagając przy tym minimalnego czasu odpowiedzi (ważna jest tu też jakość połączenia sieciowego).

## Asynchroniczny tryb dla wielu graczy
Asynchroniczny tryb wieloosobowy to forma rozgrywki wieloosobowej, w której gracze nie muszą grać w tym samym czasie.

## Przykładowe tryby gry
Istnieje wiele trybów gry wieloosobowej, niektóre z nich nie mają jednolitej nazwy:
- deathmatch – w strzelankach tryb walki graczy „każdy na każdego”, gdzie wygrywa gracz z największą ilością fragów,
  - team deathmatch – podobny do deathmatchu, jednak gracze podzieleni są na drużyny,
- zdobądź flagę (ang. capture the flag) – w strzelankach tryb, gdzie gracz lub drużyna graczy musi zabrać flagę z bazy przeciwnika i zanieść ją do swojej bazy,
- tryb współpracy (ang. cooperative mode) – współpraca dwóch lub więcej graczy w celu wypełnienia określonego zadania, występuje w różnych gatunkach gier,
- potyczka (ang. skirmish) – w komputerowych grach strategicznych bitwa pomiędzy dwoma lub więcej graczami, gdzie wygrywa gracz lub drużyna, która pokona innych.

## Oszukiwanie online
Oszukiwanie online (w grach) zwykle odnosi się do modyfikowania wrażeń z gry, aby dać jednemu graczowi przewagę nad innymi, na przykład aimbot w grach strzeleckich. Jest to również nazywane „hakowaniem” lub „usterką” („usterka” odnosi się do użycia usterki lub błędu w kodzie gry, gdzie „hakowanie” oznacza manipulowanie kodem gry). Oszukiwanie w grach wideo często odbywa się za pośrednictwem programu zewnętrznego, który modyfikuje kod gry w czasie wykonywania, aby dać przewagę jednemu lub większej liczbie graczy. W innych sytuacjach często dokonuje się tego poprzez zmianę plików gier w celu zmiany mechaniki gry.